# Жанна II де Шалон-Тоннер
Жанна II де Шалон-Тоннер (фр. Jeanne II de Chalon-Tonnerre; ок. 1388 — 16 мая 1451, Линьи-ле-Шатель (Франш-Конте) — графиня Тоннера с 1424 года.

## Биография
Дочь Луи I де Шалона, графа Тоннера, и Мари де Партене.
В 1400 году, в возрасте около 12 лет, была выдана замуж за Жана II де Лабома, сеньора де Бонрепо (контракт 19.08.1400), старшего сына савойско-французского военачальника Жана де Лабома. По условиям контракта Жанна должна была получить свою часть отцовского наследства, а её супругу доставались земли, дававшие 3500 флоринов годовой ренты. Сеньория Бонрепо, предназначенная в качестве вдовьей доли, оценивалась в 800 золотых флоринов.
В браке, соединившем два знатных дома, родился единственный сын Клод де Лабом. Жан II де Лабом умер ранее 1418 года или вскоре после 1420, а в 1424 году, после смерти своих братьев Луи II и Юга де Шалона, Жанна унаследовала титул графини де Тоннер. Само графство к тому времени было в очередной раз конфисковано герцогом Бургундским у представителей Шалонского дома, сражавшихся в Столетней войне на стороне Карла VII.
В 1420 году Жанна покинула Бонрепо, а в 1423 году отказалась от претензий  на наследство мужа.
Жизнь Жанны прошла преимущественно в спорах о наследовании многочисленных сеньорий, доставшихся  от отца и матери. Семейство Шалон-Тоннер имело значительные владения в Нижней Бургундии и Берри: города, земли, баронии, замки и сеньории Сент-Эньян, Шемери, Сель и Валансе в Берри, которые они держали от монсеньора герцога Орлеанского, как графа де Блуа. От герцога Бургундского зависели земли Крюзи, Лен и Гризель, а от епископа Лангрского Тоннер и Линьи. По линии Мари де Партене Жанна имела права на Партене и его зависимые земли. В её брачном контракте было прописано, что в случае, если брат Мари де Партене Жан II Архиепископ умрёт бездетным (что и произошло), Жанна и её старшая сестра Мари (ум. ранее 1402) становятся его наследницами. Кроме этого, Луи II де Шалон унаследовал от своего родственника Жана де Шалона крупные владения во Франш-Конте, Оржеле, Сен-Жюльен, Монтагю, Шательбелен и права на соляные копи Салена.
Наследование осложнялось из-за того, что Луи I де Шалон не урегулировал вопросы преемственности в своём завещании, а кроме того, в эпоху гражданской войны между орлеанистами и бургундцами права Жанны оспаривались влиятельными претендентами, имевшими поддержку в том или ином лагере.
Графиня проводила много времени в разъездах по Брессу, Бургундии и Берри, отстаивая свои права перед королём, которому служили принцы Шалонского дома, и герцогом Бургундским, чью сторону держали Лабомы.
Герцог Бургундский распределил отнятые у Шалонов земли между своими родственниками: сыну отдал владения во Франш-Конте, а Тоннеруа — дочери, состоявшей в то время в браке с Артюром де Ришмоном. Прекращение гражданской войны позволило частично решить вопрос о владениях. По условиям Аррасского договора Жанна получала обратно графство Тоннер и земли в Берри, но была вынуждена уступить коннетаблю Ришмону права на Партене. Земли Франш-Конте были исключены из соглашения.
Не успели Жанна и Маргарита вступить во владение, как им пришлось столкнуться с претензиями на наследство со стороны Мари де Латремуй, вдовы Луи II, и его внебрачного сына Жана, бастарда Шалонского. На земли Шалон-Тоннеров претендовал и могущественный фаворит Карла VII Жорж де Ла Тремуй, брат Мари и муж Катрин де Лиль-Бушар, вдовы Юга де Шалона. Давлением и угрозами он заставил сестёр уступить владения в Берри, в том числе Сент-Эньян, Сель и Валансе, но 18 июля 1434 Жанне удалось аннулировать контракт о передаче Латремую последнего города, поскольку документ был составлен с помощью угроз и мошенничества. Королевскому фавориту удалось получить от Жанны только половину города Сель.
В 1436 году, вступив во владение графством Тоннер, Жанна направила в его столицу своего племянника, Шалонского бастарда, который от её имени принял ключи от города.
После смерти тестя Жанна вернулась в Бресс, где сын обвинил её в растрате 200 турских ливров. Клод де Лабом, унаследовавший от деда титул графа де Монревель, хотел получить часть материнских владений, мотивируя свои требования тем, что у Жанны, постоянно нуждавшейся в деньгах, было много долгов. Получив отказ, он начал создавать помехи в получении доходов с вдовьей доли.
В 1440 году графиня продала своему кузену принцу Оранскому сильно разорённое войной и обезлюдевшее графство Тоннер (сохранив только титул), и права на владения во Франш-Конте, в том числе на Шаванн и Лон-ле-Сонье за сумму в 30 000 ливров, выплаченных единовременно, и пожизненную ренту в тысячу ливров. По словам Самюэля Гишнона, она согласилась на эту сделку под влиянием Шалонского бастарда. В 1444 году она принесла оммаж епископу Лангрскому, в том же году была свидетельницей при заключении браков Маргариты Савойской, королевы Иерусалимской и Сицилийской, с Людвигом IV, пфальцграфом Рейнским, и Шарлотты Савойской с герцогом Фридрихом Саксонским, а в 1445 году, проживая в Линьи, получила королевскую охранную грамоту.
Карл VII сделал Жанне письменное предложение о продаже графства Тоннер, надеясь расстроить соглашение с принцем Оранским, но ничего не добился.
Составив в замке Линьи завещание (2.12.1449), графиня умерла после продолжительной болезни, вдали от ненавидевших её сына и невестки. Последний год жизни она уже не вставала с постели, и не расставалась с ключом от кофра, в котором хранила ценности. Если верить графу де Монревелю, её племянник, Шалонский бастард, сумел втереться в доверие к графине, которую почти не покидал и окружил своими людьми. По завещанию тётки он получил единственные сеньории, которыми она на тот момент реально владела: Линьи и Валансе. Сыну она оставила только права на земли во Франш-Конте, долгое время бывшие конфискованными, а к тому времени проданные принцу Оранскому.
После смерти Жанны Шалонский бастард затворился в замке, завладел деньгами, драгоценностями, прекрасной Библией, а затем перевёз в Париж ряд ценных предметов. Клод де Лабом без особого успеха требовал вернуть ему материнские владения, обвиняя бастарда в присвоении наследства.